# 勝亦孝彦

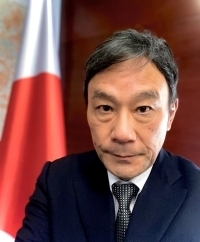
外務省より公表された公式肖像画像

勝亦 孝彦（かつまた たかひこ、 1960年3月11日 -　）は、日本の外交官。外務省条約交渉官、外務省社会条約官等を経て、2016年から駐トルクメニスタン特命全権大使。2020年から駐セルビア兼モンテネグロ特命全権大使。2023年から駐トルコ特命全権大使。

## 経歴・人物
静岡県出身。1982年学習院大学法学部法学科卒業、外務省入省。トルコ語研修。在トルコ日本国大使館、中近東アフリカ局中近東第一課、条約局条約課に勤務。
1997年北米局北米第一課長補佐。1998年在英国日本国大使館一等書記官、2001年外務省領事局邦人保護課首席事務官、外務省国際法局国際協定課首席事務官、外務省国際法局条約交渉官、外務省大臣官房監察査察室長、外務省経済局国際貿易課WTO紛争処理室長、衆議院事務局安全保障調査室次席調査員等を経て、2011年外務省国際法局社会条約官。2013年在トルコ日本国大使館参事官、2015年在トルコ日本国大使館公使。2016年から駐トルクメニスタン特命全権大使を務めた。2020年駐セルビア特命全権大使、兼駐モンテネグロ特命全権大使。2023年駐トルコ特命全権大使。

## 著書
- 『一問一答・国際的な子の連れ去りへの制度的対応　ハーグ条約及び関連法規の解説　（一問一答シリーズ）』（共編著）	商事法務 2015年